# Split Open 2022
Lo Split Open 2022 è stato un torneo maschile di tennis professionistico. È stata la 4ª edizione del torneo, facente parte della categoria Challenger 80 nell'ambito dell'ATP Challenger Tour 2022, con un montepremi di 45 730 €. Si è svolta dal 18 al 24 aprile 2022 sui campi in terra rossa del Firule Tennis Club di Spalato, in Croazia.

## Partecipanti

### Teste di serie
| Nazionalità | Giocatore             | Ranking* | Testa di serie |
| ----------- | --------------------- | -------- | -------------- |
| Rep. Ceca   | Zdeněk Kolář          | 141      | 1              |
| Serbia      | Nikola Milojević      | 148      | 2              |
| Australia   | Christopher O'Connell | 150      | 3              |
| Turchia     | Altuğ Çelikbilek      | 174      | 4              |
| Italia      | Thomas Fabbiano       | 178      | 5              |
| Francia     | Enzo Couacaud         | 179      | 6              |
| Argentina   | Marco Trungelliti     | 194      | 7              |
| Polonia     | Kacper Żuk            | 200      | 8              |

* Ranking all'11 aprile 2022.

### Altri partecipanti
I seguenti giocatori hanno ricevuto una wild card per il tabellone principale:
- Luka Mikrut
- Mili Poljičak
- Dino Prižmić

I seguenti giocatori sono entrati in tabellone come special exempt:
- Marco Trungelliti
- Miljan Zekić

I seguenti giocatori sono passati dalle qualificazioni:
- Luca Nardi
- Aleksandr Ševčenko
- Matteo Arnaldi
- Johan Nikles
- Máté Valkusz
- Michael Geerts

## Campioni

### Singolare
Christopher O'Connell ha sconfitto in finale  Zsombor Piros con il punteggio di 6–3, 2–0 rit.

### Doppio
Nathaniel Lammons /  Albano Olivetti hanno sconfitto in finale  Sadio Doumbia /  Fabien Reboul con il punteggio di 4–6, 7–6(6), [10–7].